# Panantukan
Panantukan, auch Suntukan, ist ein philippinischer Box-Stil.
Der Begriff stammt von dem Tagalogwort suntok (dt. „Schlag“) ab. Während Panantukan wortwörtlich „dort, wo man schlägt“ bedeutet, heißt Suntukan übersetzt „Schlägerei“. Beide Begriffe beschreiben auf den Philippinen jedoch keine Form der Kampfkunst, sondern lediglich eine Prügelei.
Doch da die Maharlika, auch als Pendekar bekannt, auch im unbewaffneten Nahkampf bewandt sein mussten, entwickelten sie dem Boxkampf ähnliche Fertigkeiten, welche auch heute noch im Silat, Pencak Silat sowie im Arnis/Eskrima/Kali erlernt werden. Diese unterscheiden sich vom westlichen Boxen darin, dass typische Silat-Techniken verwendet werden. So wird konstant versucht, den Gegner aus dem Gleichgewicht zu bringen oder ihn mit bestimmten Bewegungen zu verwirren. Schläge des Gegners werden häufig unterbrochen und oft werden auch zwei Angriffe auf einmal durchgeführt. Zudem erfolgen etliche Drehungen.

## Quelle
- Werner Lind: Das Lexikon der Kampfkünste. China, Japan, Okinawa, Korea, Vietnam, Thailand, Burma, Indonesien, Indien, Mongolei, Philippinen, Taiwan u. a. Sportverlag, Berlin 1999, ISBN 3-328-00838-1, (Edition BSK).